# گمینا کوتسک
گمینا کوتسک (به لهستانی:  Gmina Kock) یک گمینا در لهستان است که در شهرستان لوبارتوف واقع شده‌است. گمینا کوتسک ۱۰۰٫۶۲ کیلومتر مربع مساحت و ۶٬۵۶۸ نفر جمعیت دارد.